# Diocesi di Mirica
La diocesi di Mirica (in latino Dioecesis Myricena) è una sede soppressa del patriarcato di Costantinopoli e sede titolare della Chiesa cattolica.

## Storia
Mirica, identificabile con Merkez nell'odierna Turchia, è un'antica sede episcopale della provincia romana della Galazia Seconda nella diocesi civile del Ponto. Faceva parte del patriarcato di Costantinopoli ed era suffraganea dell'arcidiocesi di Pessinonte.
Secondo Le Quien, nelle fonti antiche questa diocesi aveva nomi diversi: Regemauricium, Myricion, Thermas, Sanctus Agapetus. Quest'ultimo toponimo appare nella Notitia Episcopatuum attribuita all'imperatore Leone VI (inizio X secolo).
Sono tre i vescovi attribuiti da Le Quien a questa antica diocesi: Elpidio I, che partecipò al concilio di Calcedonia nel 451; Elpidio II, che era presente al concilio detto in Trullo nel 692; e Michele, che prese parte al Concilio di Costantinopoli dell'879-880 che riabilitò il patriarca Fozio di Costantinopoli.
Dal 1933 Mirica è annoverata tra le sedi vescovili titolari della Chiesa cattolica; la sede è vacante dal 27 luglio 1991.

## Cronotassi dei vescovi greci
- Elpidio I † (menzionato nel 451)[2]
- Elpidio II † (menzionato nel 692)[3]
- Michele † (menzionato nell'879)[4]

## Cronotassi dei vescovi titolari
- Paul Bergan Misner, C.M. † (10 dicembre 1934 - 3 novembre 1938 deceduto)
- Carlos Silva Cotapos † (21 gennaio 1939 - 29 settembre 1941 deceduto)
- Maximiliano Spiller, C.S.I. † (12 novembre 1941 - 27 luglio 1991 deceduto)